# التحالف الدولي من أجل العقد
في 10 تشرين الثاني / نوفمبر 1998، أعلنت الجمعية العامة للأمم المتحدة العقد الأول من القرن الحادي والعشرين والألفية الثالثة، السنوات من 2001 إلى 2010، العقد الدولي لتعزيز ثقافة السلام واللاعنف لأطفال العالم.
منذ عام 2001، تم إنشاء بعض التحالفات الوطنية للمنظمات غير الحكومية للترويج للعقد في العديد من البلدان، بما في ذلك النمسا وفرنسا وإيطاليا وهولندا. قررت هذه الائتلافات الوطنية مع المنظمات الدولية تأسيس التحالف الدولي لعقد ثقافة السلام واللاعنف في يونيو 2003.
يقع مكتبها في باريس ورئيسها كريستيان رينو (فرنسا).

## أعضاء التحالف الدولي
الائتلافات الوطنية (11):
- اللجنة الإيطالية للعقد ( إيطاليا )
- التنسيق البنيني للعقد ( بنين )
- التنسيق الكندي للعقد ( كندا ) عضو مراقب
- التنسيق الكونغولي للعقد ( جمهورية الكونغو الديمقراطية ) عضو مراقب
- التنسيق الفرنسي للعقد ( فرنسا )
- التنسيق المغربي للعقد ( المغرب )
- التنسيق التوغولي للعقد ( توغو )
- التعاون من أجل السلام ( ألمانيا ) عضو مراقب
- الشبكة النمساوية للسلام واللاعنف ( النمسا )
- المنصة الكونغولية للعقد ( الكونغو - برازافيل )
- منصة ثقافة السلام واللاعنف ( هولندا )

جمعيات دولية (15):
- رابطة منتسوري الدولية
- كاريتاس الدولية
- الكنيسة والسلام
- FIACAT (الاتحاد الدولي لعمل المسيحيين من أجل إلغاء التعذيب)
- الفرنسيسكان الدولية
- لجنة الأصدقاء العالمية للاستشارات ( كويكرز )
- مبادرات التغيير الدولية
- الزمالة الدولية للمصالحة (IFOR)
- باكس كريستي انترناشيونال
- باكس رومانا
- المجلس البابوي للعدالة والسلام عضو مراقب
- شبكة الإيمان والثقافة والتعليم (وسط إفريقيا)
- خدمة السلام والعدالة في أمريكا اللاتينية (SERPAJ) عضو مراقب
- الرابطة النسائية الدولية للسلام والحرية ( WILPF )
- مجلس الكنائس العالمي عضو مراقب

## المجلس الفخري
- تينزين جياتسو، دالاي لاما الرابع عشر، الحائز على جائزة نوبل للسلام
- مايريد كوريجان، الحائزة على جائزة نوبل للسلام
- أدولفو بيريز إسكيفيل، الحائز على جائزة نوبل للسلام
- جوزيف روتبلات (†)، الحائز على جائزة نوبل للسلام
- ديزموند توتو، الحائز على جائزة نوبل للسلام
- إليز بولدينج، مؤلفة
- أنور الكريم شودري، وكيل الأمين العام السابق للأمم المتحدة والممثل السامي
- هيلديجارد جوس ماير، الحائزة على جائزة نيوانو للسلام
- القس. د. صموئيل كوبيا، الأمين العام لمجلس الكنائس العالمي
- الكاردينال ريناتو رافاييل مارتينو، رئيس المجلس البابوي للعدالة والسلام
- فيديريكو مايور، رئيس مؤسسة ثقافة السلام
- ملكة الأردن نور الحسين
- أندريا ريكاردي، مؤسس مجتمع سانت إيجيديو، الحائز على جائزة نيوانو للسلام
- مارشال روزنبرغ، مدير الخدمات التربوية، مركز التواصل اللاعنفي

## روابط خارجية
- التحالف الدولي من أجل العقد